# Ngemplak (Mranggen)
Ngemplak is een bestuurslaag in het regentschap Demak van de provincie Midden-Java, Indonesië. Ngemplak telt 3261 inwoners (volkstelling 2010).